# Enrico Garozzo
Enrico Garozzo (ur. 21 czerwca 1989 w Katanii) – włoski szpadzista, srebrny medalista olimpijski i brązowy medalista mistrzostw świata.
Walczy prawą ręką. Podczas igrzysk olimpijskich w Rio de Janeiro w 2016 roku Włosi w składzie: Marco Fichera, Enrico Garozzo, Paolo Pizzo i Andrea Santarelli wywalczyli srebrny medal drużynowo. W rywalizacji indywidualnej zajął tam dziewiątą pozycję. Brał też udział w igrzyskach olimpijskich w Tokio, zajmując 7. miejsce drużynowo i 20. indywidualnie.
Podczas mistrzostw świata w Kazaniu w 2014 roku zajął trzecie miejsce w rywalizacji indywidualnej. Wyprzedzili go jedynie Francuz Ulrich Robeiri i Park Kyoung-doo z Korei Południowej. Ponadto wywalczył srebrny medal drużynowo na mistrzostwach Europy w Toruniu (2016), brązowy drużynowo na mistrzostwach Europy w Nowym Sadzie (2018) i brązowy indywidualnie podczas mistrzostw Europy w Düsseldorfie (2019). 
Jego brat Daniele także jest szermierzem (florecistą) i medalistą olimpijskim.